# NGC 91

NGC 91

NGC 91 (بالإنجليزية: NGC 91)‏ الذي يرمز له بالرمز 2MASS J00215163+2222055، هو نجم، في كوكبة المرأة المسلسلة.

## الاكتشاف
اكتشف في 26 أكتوبر 1854، بواسطة ويليام بارسونز.